# ムスチスラフ・イジャスラヴィチ (ノヴゴロド公)
ムスチスラフ・イジャスラヴィチ（ロシア語: Мстислав Изяславич、? - 1069年）は、キエフ大公イジャスラフ1世の子である。ノヴゴロド公：1054年 - 1067年。ポロツク公：1069年。

## 生涯
1054年、ノヴゴロド公だった父のイジャスラフがキエフ大公となり、ムスチスラフはその後を継いでノヴゴロド公となった。
1065年、ポロツク公フセスラフがノヴゴロド公国領のプスコフを襲撃した。1067年にはチェリョーハ川(ru)でムスチスラフはフセスラフの軍に破れ、ノヴゴロドは占領され、街の半分が焼失した。フセスラフはノヴゴロドの聖ソフィア大聖堂の鐘や、イコン、礼拝道具などを奪ってポロツク公国へと帰還した。一方ムスチスラフは、キエフの父の元へと身を寄せた。
何人かの研究者によれば、フセスラフがプスコフ・ノヴゴロドを攻撃したのは、980年にノヴゴロド公ウラジーミル（後のキエフ大公・ウラジーミル1世）の攻撃によってポロツク公国が破壊されたことへの報復であると推測されている。また、フセスラフが持ち帰った戦利品は、当時建設中だったポロツクの聖ソフィア大聖堂のためであるという仮説がある。
父のイジャスラフ1世は、1068年にシャルカンの率いるポロヴェツ族の襲撃によってキエフから逃亡していたが、1069年にポーランド人の援助によって、再びキエフへ帰還した。この出来事に関して以下のような記述がある。すなわち、イジャスラフ1世は自身に先んじて、ムスチスラフをキエフに派遣した。キエフでムスチスラフは暴動の首謀者を虐殺した。その上、父がキエフから亡命する原因となった者たちを、殺したり盲目にしたりした。というものである。
また同年（1069年）、イジャスラフ1世の軍はフセスラフを破り、ポロツクを奪った。ムスチスラフはポロツク公の座に就いた。

## 妻子
妻の名は不明である。また、少なくとも一人の子（ロスチスラフ：1093年10月1日死去、ベレスチエ公）がいた。